# Plagithmysus perkinsi
Plagithmysus perkinsi är en skalbaggsart som beskrevs av Sharp 1896. Plagithmysus perkinsi ingår i släktet Plagithmysus och familjen långhorningar. Inga underarter finns listade i Catalogue of Life.